# Рабство в XXI веке
Рабство в XXI веке (современное рабство или неорабство) — рабство, имеющее место в современном обществе. В XXI веке рабство это социальное явление, признаками которого является тотальное ограничение прав человека (свобода, личная неприкосновенность), принуждение к подневольному труду (выполнение работы, не ограниченной по времени или неопределённой по характеру), брак по принуждению, эксплуатация в качестве объекта права собственности (торговля людьми, сдача людей внаём).
В современном мире рабство запрещено законодательством и рассматривается как преступление.

Распространенность современного рабства в процентах от населения по странам, по оценке Будь свободен

Несмотря на законодательный запрет, количество рабов в современном мире не только не уменьшается, но и растёт, увеличившись с 40—46 миллионов в 2016 году до почти 50 млн в 2021 году.
Согласно совместному докладу Международной организации по миграции (МОМ), международной правозащитной группы Walk Free («Будь свободен»), Международной организации труда (МОТ) из 50 миллионов рабов (данные 2021 года):
- 28 миллионов человек в мире заняты принудительным трудом,
- 22 миллиона человек состоят в браках по принуждению.

Из 28 миллионов человек, занятых принудительным трудом:
- в большинстве случаев рабы эксплуатируются в частном секторе (86 % случаев),
- меньшее количество случаев приходится на «принудительную коммерческую сексуальную эксплуатацию» (23 %)[5].

Из 28 миллионов человек, занятых принудительным трудом:
- 17,3 миллиона человек порабощены в частном секторе (работа по дому, строительство или сельское хозяйство);
- 6,3 миллиона человек подвергаются принудительной сексуальной эксплуатации;
- 3,9 миллиона человек подвергаются государственному принудительному труду[7], причём каждый восьмой—ребёнок[5].

Больше всего от рабства страдают женщины и дети, а также мигранты.
Факты современного рабства зарегистрированы практически во всех странах мира с жертвами-представителями любых народов.
Общий годовой доход торговцев людьми (отчёт МОТ 2014 года) оценивался в более чем 150 миллиардов долларов, из них 99 миллиардов долларов от коммерческой сексуальной эксплуатации.
Усугубляющиеся кризисы — пандемия COVID-19, вооруженные конфликты и изменение климата — привели к беспрецедентному сбою в сфере занятости и образования, росту крайней нищеты, миграции, и следовательно к повышению риска всех форм современного рабства.
Согласно Целям в области устойчивого развития (ЦУР) с современным рабством среди детей будет покончено в 2025 году и во всем мире к 2030 году (задача 8.7).

## Определение
Управление по мониторингу и борьбе с торговлей людьми, агентство Государственного департамента США руководствуется следующими терминами для критериев «рабство» и «торговля людьми»:
- акт вербовки,
- укрывательство,
- перевозка,
- предоставление или получение человека для принудительного труда или коммерческого секса,

с применением силы, мошенничества или принуждения.
В федеральном Законе США о жертвах торговли людьми и защите от насилия от 2000 года и в «Протоколе Организации Объединённых Наций о предупреждении и пресечении торговли людьми, особенно женщинами и детьми, и наказании за неё» используется ряд различных терминов:
- «принудительное подневольное состояние»,
- «рабство» или «практики, сходные с рабством»,
- «долговая кабала»,
- «принудительный труд».

По словам американского профессора Кевина Бэйлза, соучредителя и бывшего президента неправительственной организации и правозащитной группы «Освободите рабов», современное рабство возникает:
когда человек находится под контролем другого человека, который применяет насилие и силу для поддержания этого контроля, и целью этого контроля является эксплуатация
Воздействие рабства усиливается, когда оно направлено на уязвимые группы, такие как дети. Основные показатели рабства определяет Глобальный индекс рабства. Рабство официально отменено повсеместно, эта практика является незаконной и, следовательно, более скрытой от общественности и властей.
Современное рабство сохраняется по тем же причинам, что и раньше: это экономически выгодно, несмотря на этические проблемы. В последние годы стоимость рабов значительно снизилась.

## Причины современного рабства
«Рынок» эксплуататорского труда находится на подъёме, несмотря на то, что рабство официально отменено, и порабощение является незаконным контролем, а не законным владением. Хотя произошёл отказ от покупки рабского труда, и рабы исчезли, как категория занятости, тем не менее люди продолжают попадаться в ловушки работорговцев.
Современное рабство является побочным продуктом:
- бедности,
- отсутствия образования
- отсутствия верховенства права,
- плохой социальной структуры,
- наличия уязвимых меньшинств.

Использование рабов характерно для таких отраслей, как:
- горнодобывающая промышленность,
- сельское хозяйство,
- фабрики.

Рабы производят товары для внутреннего потребления или экспорта в более процветающие страны.
В более старой форме рабства рабы стоили дорого, поэтому затраты на поддержание их здоровья считались выгодным вложением. В условиях современного рабства людей легче достать по более низкой цене, поэтому их замена становится проще.
Современное рабство прибыльно, и коррумпированные правительства всех стран молчаливо допускают его, несмотря на то, что оно запрещено и международными договорами, такими как Дополнительная конвенция об отмене рабства, и местными законами.
Общий годовой доход торговцев людьми в 2014 году оценивался в более чем 150 миллиардов долларов, из них 99 миллиардов долларов от коммерческой сексуальной эксплуатации.
Цена американского раба в 1809 году достигала 40 000 долларов США в сегодняшних деньгах. Сегодня раба можно купить за 90-100 долларов.
Рабство это экономическое преступление:
Люди не порабощают людей, чтобы быть с ними злыми; они делают это, чтобы получить прибыль

## Типы рабства

### Рабство по происхождению и движимое рабство
Слово «рабство» чаще всего ассоциируется с рабством по происхождению и рабством движимого имущества.
В движимом рабстве порабощенный человек считается личной собственностью (движимым имуществом) кого-то другого, и его обычно можно покупать и продавать. Исторически это происходило ранее при завоевании, когда побежденный человек порабощался, как в Римской империи или Османской империи, либо при работорговле, как в атлантической работорговле.
В современном обществе торговля людьми, признанная преступной и незаконной, продолжается (после гражданской войны 2014 года в Ливии осуществлялась публичная продажа порабощенных мигрантов, в том числе на открытых невольничьих рынках страны).
Мавритания имеет долгую историю рабства, а после его отмены законы против него в значительной степени не соблюдались. По оценкам, около 90 000 человек (более 2 % населения Мавритании) являются рабами.
Долговая кабала передаётся по наследству, как движимое рабство.
Те, кто попал в сексуальное рабство фактически становятся движимым имуществом.
Организация Объединённых Наций определила торговлю людьми следующим образом:
- Вербовка, перевозка, передача, укрывательство или получение людей
- посредством угрозы силой или её применения либо других форм принуждения, похищения, мошенничества, обмана, злоупотребления властью
- или уязвимым положением или предоставление или получение платежей или выгод для получения согласия лица, контролирующего другое лицо, с целью эксплуатации. Эксплуатация включает эксплуатацию проституции других лиц или другие формы сексуальной эксплуатации, принудительный труд или услуги, рабство или обычаи, сходные с рабством, подневольное состояние или изъятие органов[22].

Согласно данным Государственного департамента США (2013 год) «по оценкам, от 600 000 до 820 000 мужчин, женщин и детей становятся предметом торговли через международные границы каждый год, ~ 70 % составляют женщины и девочки и до 50 % — несовершеннолетние. Большинство транснациональных жертв становятся объектами коммерческой сексуальной эксплуатации» .
Каждый год в Соединенных Штатах жертвами торговли людьми становятся 50 000 человек.
Интернет и популярные сайты социальных сетей стали инструментами торговцев людьми, следовательно против них возбуждаются уголовные дела, рассматриваемые в суде (иск пользовательницы к Facebook с обвинением в халатности за случай сексуального насилия и продажи кем-то, выдававшим себя за её «друга» в 2012 году). Приложения для смартфонов также используются для продажи рабов.
В 2016 году статья в Washington Post осудила деятельность администрации Обамы, отправлявшей детей-мигрантов к торговцам людьми за то, что:
- не проводилась надлежащая проверка биографических данных усыновителей,
- разрешалась опека над несколькими неродственными детьми,
- не проверялись условия жизни усыновлённых детей .

## Принудительный труд

### Государственный принудительный труд и воинская повинность
Государственный принудительный труд бывает разных форм:
- не включающей военную службу,
- включающей военную службу.

Принудительный труд государства, также известный как спонсируемый государством труд, определяется Международной организацией труда как события, «когда людей принуждают к работе с применением насилия или запугивания или более изощренными способами, такими как накопление долга, отнимание документов, удостоверяющих личность или угрозы доноса иммиграционным властям». Многие правительства закрывают гражданам выезд из страны, чтобы они не могли уехать, ~35-40 стран в настоящее время ввели ту или иную форму воинской повинности, даже если это всего лишь временная служба.
Примером улучшения положения может служить Узбекистан, правительство которого каждый год организовывало принудительный труд студентов и государственных служащих на сборе хлопка, основным экспортером которого является страна, а также использовало детский труд учащихся начальных и средних школ, но сократило использование принудительного труда, в результате чего в марте 2022 года был снят крупный бойкот узбекского хлопка.
В 2022 году следующие 11 государств были уличены в задокументированной государственной политике торговли людьми, в том числе в рамках финансируемых государством программ, принудительного труда в государственных медицинских службах, сексуального рабства в правительственных лагерях, использования детей-солдат:
- Афганистан
- Бирма (Мьянма)
- Китайская Народная Республика
- Куба
- Эритрея
- Иран
- Корея, Народно-Демократическая Республика
- Россия
- Южный Судан
- Сирия
- Туркменистан

Эритрея
По данным следователей ООН, в Эритрее от 300 000 до 400 000 человек проходят бессрочную военную службу, что равносильно массовому рабству.
Северная Корея
В Северной Корее, по оценкам Глобального индекса рабства (отчёт 2018 года), 2,8 миллиона человек были рабами, работая на правительство, как в самой Северной Корее, так и за её пределами. Стоимость всего труда, выполненного северокорейцами для правительства, оценивается в 975 миллионов долларов США, при этом дульгёкдэ (молодежь) вынуждены были выполнять опасные строительные работы, а инминбан (женщины и девушки) вынуждены были шить одежду в потогонных мастерских. Рабочим часто не платили. Кроме того, армию Северной Кореи, насчитывающую 1,2 миллиона призывников, часто заставляют работать над строительными проектами, не связанными с обороной, включая строительство частных вилл для элиты. Также правительство посылало до 100 000 рабочих за границу.

### Тюремный труд
США
В 1865 году Соединенные Штаты ратифицировали 13-ю поправку к Конституции Соединенных Штатов о запрете рабства и подневольного труда, однако труд, в качестве наказания за преступление, не был запрещён. Таким образом существует правовая основа для рабских исправительных работ, и, как следствие система аренды заключенных, в первую очередь, афроамериканцев. В 2020 году в тюрьмах США насчитывалось 2,3 миллиона человек, и почти все трудоспособные заключенные работали. В Техасе, Джорджии, Алабаме и Арканзасе труд заключенных не оплачивался. В других штатах заключенным платили от 0,12 до 1,15 доллара в час, в среднем Federal Prison Industries платила заключенным 0,90 доллара в час (2017 год). Заключенных, которые отказывались работать, наказывали одиночной камерой или запретом на посещение родственников. С 2010 по 2015 год, в 2016 году , в 2018 году некоторые заключенные в США отказывались работать, требуя повышения оплаты труда, улучшения условий и прекращения принудительного труда. Лидеры забастовки были наказаны бессрочным одиночным заключением.
Принудительный труд заключенных применяется не только в государственных, но и в частных тюрьмах. CoreCivic и GEO Group составляют половину доли рынка частных тюрем, их совокупный доход составил 3,5 миллиарда долларов (2015 год). Стоимость всего труда заключенных в Соединенных Штатах оценивается в миллиарды долларов. В Калифорнии 2500 заключенных рабочих борются с лесными пожарами всего за 1 доллар в час в рамках программы CDCR Conservation Camp, которая экономит штату до 100 миллионов долларов в год.
Китай
В китайской системе исправительно-трудовых тюрем лаогай, аналоге гитлеровских концлагерей и сталинского ГУЛАГа, миллионы заключенных были подвергнуты принудительному неоплачиваемому труду, система стала причиной десятков миллионов смертей. В 1997 году функционировало свыше 1000 лагерей лаогай, в которых содержались 8-10 млн человек. В настоящее время в системе лаогай содержится от 500 000 до 2 миллионов заключенных Параллельно с системой лаогай в Китае до 2013 г. действовала система перевоспитания трудом в тюрьмах , а также принудительные трудовые лагеря в Синьцзяне для мусульман, уйгуров и других этнических меньшинств и политических диссидентов (возможное количество, до 1 миллиона).
Северная Корея
В Северной Корее десятки тысяч заключенных могут содержаться в исправительно-трудовых лагерях в суровых условиях:
- осуждённые на смерть вынуждены сами копать себе могилы[59],
- заключённых вынуждают забрасывать камнями мертвое тело казнённого заключенного[60].

Дети и политические заключенные концентрационного лагеря Йодок подвергались принудительным работам. Лагерь закрыли в 2014 году, а его заключенных перевели в другие тюрьмы.
Великобритания
В Великобритании существует три основных вида тюремного труда:
- обслуживание тюрьмы (уборка, работа на кухне),
- рутинная/повторяющаяся работа для внешних компаний (упаковка гвоздей, упаковка коробок),
- работа в специализированных мастерских, находящихся в ведении третьих лиц (изготовление оконных рам, графический дизайн и другие)[62].

Заключенные в Великобритании могут заработать всего 10 фунтов стерлингов за 40-часовую рабочую неделю.
Австралия
В Австралии тюремный труд встречается в Новом Южном Уэльсе (платят всего 0,82 доллара в час), Виктории, Квинсленде и Северной территории . Некоторые заключенные работают в частных компаниях.
Новая Зеландия
В Новой Зеландии заключённые получают 16 долларов в час (по сравнению с 35 долларами в час для обычного профсоюзного работника на той же работе).

### Кабальный труд
Кабальный труд, также известный как долговая кабала имеет место, когда люди отдают себя в рабство в качестве обеспечения кредита или когда они наследуют долг от родственника.
«Ссуда» устроена таким образом, что её никогда нельзя выплатить, часто она передается из поколения в поколение, даже записывается на будущие поколения и тогда называется пеонажем.
Кабальный труд используется во всем мире. Наиболее распространен в Индии, Пакистане и Непале.
В Индии большинство подневольных рабочих составляют далиты (неприкасаемые) и адиваси (коренные племена). Бывший рабочий печи для обжига кирпича в Пенджабе (Индия) свидетельствовал: «Мы не останавливаемся, даже если мы больны» . Цена рабов в Индии по сравнению с ценой на землю, оплачиваемый труд или волов настоящее время на 95 % ниже, чем в прошлом.

### Вынужденный труд мигрантов
Людей соблазняют мигрировать обещанием работы, но это обман: у них конфискуют документы и заставят работать под угрозой насилия по отношению к ним или их семьям. Наряду с сексуальным рабством это форма рабства наиболее часто встречается в богатых странах, таких как США, Западная Европа и на Ближний Восток.
На Ближнем Востоке действует система кафала, (устаревшие законы и слабый надзор со стороны правительства), приводящая к принудительному труду и торговле людьми.В Объединенных Арабских Эмиратах большинство постоянного населения составляют иностранные рабочие-мигранты. В 2017 году в ОАЭ были приняты законы о защите прав домашних работников.
Катар
В Катаре —мигранты 1,7 миллиона человек, составляют 90 % рабочей силы Катара.
В октябре 2019 года Катар отменил систему кафалы, провёл реформы:
- ввел базовую минимальную заработную плату и систему защиты заработной платы для рабочих-мигрантов,
- рабочие получили возможность менять работу без разрешения работодателя,
- была установлена базовая минимальная заработная плата 1000 катарских риалов,
- работодателей обязали выплачивать пособия на питание (300 катарских риалов) и проживание (500 катарских риалов).

Эта новая система уменьшила количество злоупотреблений.
Однако принудительный труд мигрантов использовался в ходе подготовки чемпионату мира по футболу FIFA 2022 в Катаре, во время строительства стадионов было зарегистрировано более 6500 смертей мигрантов, ежедневно работали 3200 рабочих-мигрантов, из которых 224 заявили о жестоком и эксплуататорском поведении в отношении них, были зафиксированы высокие сборы за трудоустройство, плохие условия жизни, фальшивая заработная плата, задержки выплаты заработной платы, невозможность покинуть стадион или лагерь, невозможность покинуть страну или сменить работу, угрозы и принудительный труд.
Великобритания
В Великобритании два человека в графстве Кент были признаны виновными в торговле шестью литовцами. Фермы, использовавшие принудительный труд, поставляли яйца в крупные сети супермаркетов, такие как Tesco’s, Asda и M&S.
Вьетнамских подростков продают в Великобританию и заставляют работать на нелегальных фермах по выращиванию каннабиса. Пойманных в ходе полицейских облав жертв торговли людьми обычно отправляют в тюрьму.
США
В Соединенных Штатах, в штате Нью-Йорк в 2010 году 19 мексиканских мигрантов были фактически порабощены своим работодателем. Мужчинам платили около 10 % от обещанной зарплаты, при этом они работали гораздо дольше, чем по контракту, и были бы депортированы, если бы ушли с работы, поскольку это было бы нарушением их виз.
Межведомственное федеральное расследование 2021 года, получившее название «Операция „Цветущий лук“, показало, что многолетняя сеть торговли людьми вынуждала рабочих-мигрантов из Мексики и Центральной Америки отдаваться в „современное рабство“ на различных сельскохозяйственных участках на юге Джорджии . В обвинительном заключении утверждается, что на полях рабочих-мигрантов под дулом пистолета заставляли выкапывать лук голыми руками по 20 центов за ведро. Их содержали в трудовых лагерях, окруженных электрифицированными заборами, в убогих и стесненных условиях, без доступа к безопасной пище и воде.
Саудовская Аравия
Сообщения о жестоком обращении с кенийскими мигрантами и пренебрежительном отношении к ним в Саудовской Аравии появились в начале сентября 2022 года.

### Сексуальное рабство
Сексуальное рабство, принудительная проституция является формой современного рабства, наиболее часто встречающейся в богатых регионах, таких как Соединенные Штаты, Западная Европа и Ближний Восток. Секс-рабы поставляются из Восточной Европы и Юго-Восточной Азии (особенно из Молдовы и Лаоса), в том числе дети.
20 % рабов на сегодняшний день заняты в секс-индустрии.. Сексуальная эксплуатация также может стать формой долговой кабалы.
Мальчиков из Непала (2005 год) заманивали в Индию и порабощали для секса. Многие из этих мальчиков также подвергались калечащим операциям на мужских половых органах (кастрации).
Выходцы из Нигерии часто становятся жертвами сексуального рабства, хотя сначала делают это добровольно, но потом попадают в ловушки торговли людьми.

### Детский труд
Сегодня дети составляют около 26 % рабов.
Детский труд неизбежно мешает их образованию.
Виды детского принудительного труда:
- принудительное попрошайничество;
- служба в армии (дети-солдаты)
- домашняя работа;
- выращивание какао, хлопка;
- рыбная промышленность[87].

Многие дети-попрошайки Европы, Азии, Африки, Латинской Америки и Ближнего Востока порабощены.
Принудительный детский труд является преобладающей формой рабства на Гаити.
Дети-солдаты порабощаются:
- правительственными вооруженными силами,
- военизированными организациями,
- повстанческими группами.

Детей-солдат используют:
- в работе поварами, охранниками, прислугой или шпионами[91],
- для сексуального насилия.

## Брак по принуждению и детский брак
Ранние или принудительные браки, несмотря на то, что бывают обусловлены культурой некоторых регионов, являются формой рабства. Когда семьи не могут содержать своих детей, дочерей часто выдают замуж за мужчин из более богатых и влиятельных семей. Эти мужчины часто значительно старше девушек. Женщин принуждают к жизни, главной целью которой является служение своим мужьям. Это часто создает среду для физического, словесного и сексуального насилия.
В развитых странах также случаются браки по принуждению, так в Соединенном Королевстве за три года с 2014 по 2016 год в полицию поступило 3546 заявлений о браках по принуждению.
В Соединенных Штатах более 200 000 несовершеннолетних состояли в законном браке с 2002 по 2017 год, самому младшему было всего 10 лет, в то время, как их супруги были взрослыми.
В настоящее время 48 штатов США, а также округ Колумбия и Пуэрто-Рико разрешают браки несовершеннолетних:
- при наличии согласия суда,
- с согласия родителей,
- при беременности несовершеннолетней[94][95].

В 2017—2018 годах несколько штатов начали принимать законы, ограничивающие детские браки или полностью запрещающие их.
Также может быть связан с торговлей людьми выкуп невесты (покупка невесты в качестве собственности, аналогично рабству движимого имущества).

## Профессии
Помимо сексуального рабства, профессии современных рабов включают в себя:
- Мелкие строительные работы, такие как прокладка подъездных путей и другие[100],
- Мойка автомобилей вручную[100],
- Домашнее рабство, иногда с сексуальной эксплуатацией[100],
- Маникюрные салоны, косметические салоны (Многие люди из Вьетнама привозятся в Великобританию для этой работы[100],
- Рыбалка, в основном связанная с пищевой промышленностью Таиланда[101][102],
- Производство (в США: матрасы, очки, нижнее белье, дорожные знаки и бронежилеты[103])
- Сельское и лесное хозяйство . Заключенных в США и Китае часто заставляют заниматься сельским и лесным хозяйством (См. тюремную ферму),
- В Северной Корее дулгёкдэ (молодежь) часто заставляют работать на стройке, а инминбан (женщины-работницы) заставляют работать на потогонных предприятиях по производству одежды.[37]

Признаки рабства:
- отсутствие документов, удостоверяющих личность,
- отсутствие личных вещей,
- неподходящая или сильно изношенная одежда,
- плохие жилищные условия,
- нежелание смотреть в глаза,
- нежелание говорить и нежелание искать помощь.

В Великобритании есть горячая линия для сообщений о подозрении на современное рабство.
Отправка кубинских врачей для борьбы с пандемией COVID-19 по всему миру была осуждена Европарламентом как торговля людьми и современное рабство.

### Рыболовная индустрия
По данным Хьюман Райтс Вотч, таиландская индустрия экспорта рыбы с оборотом в миллиарды долларов использует рабский труд. Жертв торговли людьми часто обманывают ложными обещаниями брокеров о „хорошей“ фабричной работе, а затем заставляют сесть на рыбацкие лодки, где их ловят, покупают и продают, держат против их воли месяцами или годами, заставляя изнурительно работать (22-часовой рабочий день в опасных условиях).
Сопротивляющихся и беглецов избивают, пытают и часто убивают.
Опрос почти 500 рыбаков в 2012 году показал, что почти каждый пятый „сообщил о работе против своей воли со штрафом, который помешает им уйти“.

### Принудительное попрошайничество
Жертвы торговли людьми могут попрошайничать на улицах, а заработанные деньги забирают торговцы людьми.

## Организационные усилия против рабства
В XXI веке некоторые правительственные организации начали принимать меры для решения проблемы современного рабства.
Ежегодный отчет Государственного департамента США о торговле людьми присваивает оценки каждой стране в соответствии с усилиями правительств по соблюдению минимальных стандартов TVPA по искоренению человеческих преступлений.
Правительства с самой сильной реакцией на современное рабство (уровень 1):
- Аргентина
- Австралия,
- Австрия
- Багамы
- Бахрейн
- Бельгия
- Грузия
- Германия
- Гайана
- Исландия
- Испания
- Канада
- Колумбия
- Кипр
- Литва
- Люксембург
- Намибия
- Нидерланды
- Сингапур
- Словения
- Соединенное Королевство
- Соединенные Штаты Америки
- Тайвань
- Филиппины
- Финляндия
- Франция
- Чешская Республика
- Чили
- Швеция
- Эстония

Британское правительство приняло Закон о современном рабстве 2015 года, подкрепив его реформами в правовой системе (Закон о преступных финансах 2017 года). Несмотря на это, правительство отказывало в предоставлении убежища и депортировало детей, проданных в Великобританию в качестве рабов. Депортированные подвергаются вторичному риску попадания под контроль банд рабовладельцев.
Британское правительство выявляет рабский труд в государственных цепочках поставок, также инициировало общенациональную кампанию против современного рабства под названием „Современное рабство ближе, чем вы думаете“.
Правительства, обвиняемые в принятии наименьших мер против рабства (уровень 3):
- Афганистан
- Беларусь
- Бруней
- Бирма
- Венесуэла
- Вьетнам
- Гвинея-Бисау
- Иран
- Камбоджа
- Китай, Народная Республика
- Куба
- Кюрасао
- Корея, Народно-Демократическая Республика
- Макао
- Малайзия
- Никарагуа
- Россия
- Синт-Мартен
- Сирия
- Туркменистан
- Эритрея
- Южный Судан

### Частные инициативы
В сентябре 2013 был основан Фонд свободы. На декабрь 2019 года Фонд свободы повлиял на жизнь 686 468 человек, освободил 27 397 человек от современного рабства и помог 56 181 ребёнку, ранее не посещавшему школу, получить формальное или неформальное образование в Непале, Эфиопии, Индии и Таиланде.
В 2014 году был запущен Глобальный каталог современного рабства, который стал первой общедоступной базой данных более 770 организаций, работающих над прекращением принудительного труда и торговли людьми.

## Статистика
Современное рабство — это многомиллиардная индустрия, в которой только один аспект, такой как принудительный труд, приносит 150 миллиардов долларов США в год. По оценкам Глобального индекса рабства (2018 г.) среди современных жертв рабства 71 % — женщины, а каждый четвёртый — ребёнок.
По состоянию на 2018 год странами с наибольшим количеством рабов были: Индия (8 миллионов), Китай (3,86 миллиона), Пакистан (3,19 миллиона), Северная Корея (2,64 миллиона), Нигерия (1,39 миллиона), Индонезия (1,22 миллиона), Демократической Республике Конго (1 миллион), Россия (794 000) и Филиппины (784 000).
В других странах тоже есть рабы: США (400 000), Великобритания (10 000 жертв современного рабства).
Различные юрисдикции требуют от крупных коммерческих организаций публикаций с заявлениями о рабстве и торговле людьми в отношении своих цепочек поставок каждый финансовый год в Калифорнии, Великобритании, Австралии).
Опубликованные в марте 2020 года отчеты британской полиции показали, что количество зарегистрированных преступлений, связанных с современным рабством, увеличилось более чем на 50 %, с 3412 случаев в 2018 году до 5144 случаев в 2019 году. Это совпало с увеличением на 68 % количества звонков и обращений в службу поддержки по вопросам современного рабства за тот же период времени.

## Влияние пандемии COVID-19 на современное рабство
Пандемия COVID-19 повлияла на глобальные цепочки поставок, включая фабрики в Малайзии, поставляющие средства индивидуальной защиты для Национальной службы здравоохранения Великобритании, а также на увеличение заказов онлайн-покупок одежды, пошив которой производится в странах третьего мира. Быстрый рост спроса на одежду и средства индивидуальной защиты вызвал рост эксплуатации уязвимых работников, работающих во время пандемии с риском заражения болезнью. Пандемия привела к многочисленным последствиям для всего мира.

### Создание новых рисков и злоупотреблений для жертв
Самоизоляция и социальная изоляция являются одним из основных результатов пандемии, повышая уязвимость молодёжи из-за отсутствия контактов с друзьями и семьей.
Коранические школы в Западной Африке практикуют принудительное попрошайничество, не приносящее в пандемию запланированного дохода, что вызывает наказание учеников.
Состоятельные семьи в Мавритании уволили харатинских домашних работников, чтобы избежать поездок, семьи работников остались без средств к существованию.

### Повышенная восприимчивость к рабству
Мировые бренды отменили заказы, что привело к закрытию заводов, более 1 миллиона рабочих в Бангладеш были уволены или отстранены от работы. С аналогичными проблемами столкнулись рабочие в Камбодже, Индии, Мьянме и Вьетнаме . Отсутствие государственной поддержки граждан привело к росту торговли людьми в результате обращения людей к кабальному труду для выживания.

### Увеличение риска для трудящихся-мигрантов
Жертвы современного рабства являются жертвами преступления, но с ними обращаются как с преступниками, уголовно преследуют, задерживают, депортируют. Жертвы современного рабства часто живут в стесненных условиях, в которых вирус Covid может быстро распространяться, при этом они боятся обратиться за помощью к властям, поэтому заражаются болезнями и в результате могут умереть.

### Срыв кампаний против рабства
Карантин ограничил деятельность организаций по борьбе с рабством, службы поддержки и образовательные центры закрылись.

### Влияние пандемии на современное рабство в Великобритании
Число предполагаемых жертв современного рабства в Великобритании сократилось в результате пандемии в связи с ограничениями, усилением самоизоляции и закрытием предприятий.
Но наблюдался рост числа детей-жертв.

## Отражение в культуре
- Документальный фильм „ 13-я“ исследует рабство в Соединенных Штатах»[136]. Фильм назван в честь Тринадцатой поправки к Конституции Соединенных Штатов, принятой в 1865 году, которая отменила рабство на всей территории Соединенных Штатов, покончив с подневольным трудом. Но продолжается рабство вольноотпущенников, в коммерческих тюремных корпорациях[137].
- Документальный фильм «Женщина в плену» рассказывает о жизни 52-летней женщины из Венгрии, которую держат в качестве современной рабыни.
- Ряд документальных фильмов о жестоком обращении с рабочими и других проблемах прав человека в странах Персидского залива, с призывами бойкотировать чемпионат мира по футболу 2022 года в Катаре[138].